# 션 스트릭랜드

## 개요
션 스트릭랜드(Sean Strickland, 1991년 2월 27일 ~ )는 미국의 종합격투기 선수로, UFC 미들급 디비전에서 활동하고 있다. 거친 언행과 끊임없는 전진 압박 스타일로 유명하며, 2023년 9월 Israel Adesanya를 꺾고 UFC 미들급 챔피언에 올랐다.

## 선수 경력
션 스트릭랜드는 2008년 아마추어 무대에서 활동을 시작해 2012년 프로로 전향했으며, 2014년 UFC에 입성했다. 웰터급에서 커리어를 시작했으나 이후 미들급으로 전향하여 Jack Marshman, Brendan Allen, Jack Hermansson 등을 꺾으며 상위 랭커로 부상했다.
2022년에는 Alex Pereira에게 KO패를 당했지만, 이후 연승을 거두며 2023년 UFC 293에서 Israel Adesanya를 꺾고 미들급 챔피언에 등극했다. 2024년 UFC 297에서 Dricus Du Plessis에게 판정패하며 타이틀을 내주었고, 이후 UFC 302에서는 Paulo Costa를 상대로 판정승을 거뒀다. 2025년 2월 UFC 312에서는 다시 Du Plessis와의 리매치에서 전원일치 판정패를 기록했다.

## 종합격투기 전적
| 결과 | 전적 | 상대               | 방식            | 대회            | 날짜       | 장소               |
| ---- | ---- | ------------------ | --------------- | --------------- | ---------- | ------------------ |
| 패   | 29–7 | Dricus Du Plessis  | 판정 (전원일치) | UFC 312         | 2025-02-09 | 시드니, 호주       |
| 승   | 29–6 | Paulo Costa        | 판정 (스플릿)   | UFC 302         | 2024-06-01 | 뉴어크, 미국       |
| 패   | 28–6 | Dricus Du Plessis  | 판정 (2–1)      | UFC 297         | 2024-01-20 | 토론토, 캐나다     |
| 승   | 28–5 | Israel Adesanya    | 판정 (전원일치) | UFC 293         | 2023-09-09 | 시드니, 호주       |
| 승   | 27–5 | Abus Magomedov     | TKO (파운딩)    | UFC Fight Night | 2023-07-01 | 라스베이거스, 미국 |
| 승   | 26–5 | Nassourdine Imavov | 판정 (전원일치) | UFC Fight Night | 2023-01-14 | 라스베이거스, 미국 |
| 패   | 25–5 | Jared Cannonier    | 판정 (2–1)      | UFC Fight Night | 2022-12-17 | 라스베이거스, 미국 |
| 패   | 25–4 | Alex Pereira       | KO (펀치)       | UFC 276         | 2022-07-02 | 라스베이거스, 미국 |
| 승   | 25–3 | Jack Hermansson    | 판정 (전원일치) | UFC Fight Night | 2022-02-05 | 라스베이거스, 미국 |
| 승   | 24–3 | Uriah Hall         | 판정 (전원일치) | UFC Fight Night | 2021-07-31 | 라스베이거스, 미국 |

## 타이틀 및 수상
- 전 UFC 미들급 챔피언 (2023년 9월 ~ 2024년 1월)
- Performance of the Night 3회
- Fight of the Night 1회 (vs Dricus Du Plessis)

## 관련 문서
- UFC
- 미들급 (MMA)
- 이스라엘 아데산야
- 드리커스 두 플레시스
- 파울로 코스타